# 谭峰寺
谭峰寺，位于中国广东省清远市英德市桥头镇板铺村，为英德市的一个市级文物保护单位，类型为古建筑，公布时间为1995年12月。
谭峰寺的历史年代为明代。